# وستربورگ
شهر وستربورگ (به آلمانی: Westerburg) در ایالت راینلند-فالتز در کشور آلمان واقع شده‌است.